# Coll de Manrella

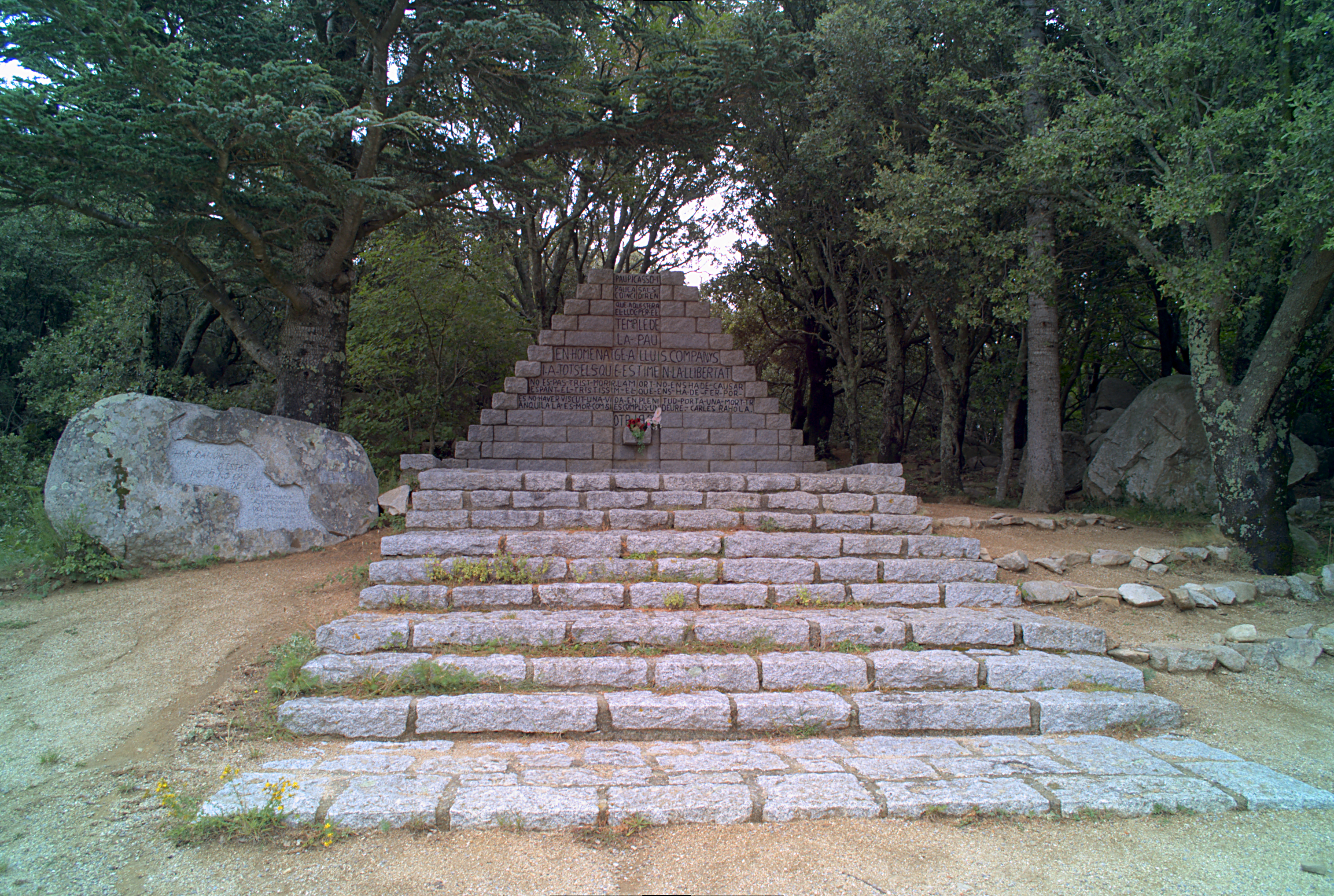
Monument a Lluís Companys, al coll

El Coll de Manrella és un coll de muntanya dels Pirineus que uneix les comarques de l'Alt Empordà i el Vallespir. Es troba a cavall de la comuna vallespirenca de Morellàs i les Illes, a l'antic terme de les Illes, i del municipi alt-empordanès d'Agullana.
És a 4 km de la Vajol i a 1 km de les Illes, del terme comunal de Morellàs i les Illes. Pel costat empordanès hi arriba la carretera local GI - 505 (La Vajol - Coll de Manrella), mentre que pel costat vallespirenc és una pista forestal en bon estat, transitable per a tota mena de vehicles. Queda just a llevant, i damunt, del poble de les Illes, al sud del Puig dels Pruners, del Puig Forcat i del Collet de la Balma, i al nord del Puig de Sangles.

## La retirada republicana del 1939
En el coll hi ha el Monument a Lluís Companys, en commemoració del lloc per on va marxar a l'exili el gener del 1939 el President Companys amb una part del govern de la Generalitat republicana. Aquest coll va ser un dels llocs clau en la retirada republicana del 1939.

## Fites transfrontereres
També hi ha la fita transfronterera número 559, una creu gravada i pintada en la cara vertical d'una roca situada al sud de la pista que hi passa. Continua el termenal cap al nord, fins al Pla Ferriol, on hi ha la 560, una altra creu gravada i pintada en una roca encarada a migdia del punt més baix del pla.